# Don Quijote del altillo
 Don Quijote del altillo es una película argentina en blanco y negro dirigida por Manuel Romero sobre su propio guion que se estrenó el 3 de junio de 1936 y que tuvo como protagonistas a Luis Sandrini, Nury Montsé y Eduardo Sandrini. Significó también el debut cinematográfico de Malisa Zini.

## Sinopsis
Una joven es pretendida por un compañero de pensión pero prefiere a su patrón rico.

## Reparto
Colaboraron en el filme los siguientes intérpretes:
- Luis Sandrini ... Eusebio
- Nury Montsé ... Urbana
- Eduardo Sandrini... Ricardo Martínez
- Aurelia Musto ... Esposa de Martínez
- Roberto Blanco ... Gogo Martínez
- Mary Parets ...  Susy Martínez
- María Vitaliani ... Dueña de la pensión
- Luis Novella ... Dueño de la pensión
- Arturo Arcari ... Hombre en la pensión
- Tilda Thamar … Amiga de la joven
- Malisa Zini ... Empleada
- Jorge Vizzuci ... Cachito
- Pocli ... Perro

## Comentario
La crónica de La Nación dijo sobre Manuel Romero a propósito de esta película que:

“no impresiona como un profesional que se afirma tras las cámaras sino por el contrario como un principiante que rompe a andar cargado con un lastre de recursos escénicos.”

Para Portela y Manrupe la película es una:

”Sentimentaloide explotación del fenómeno Sandrini, otra vez haciendo de infeliz, y consolando sus penas de amor con un chico y un perro. A favor, la secuencia de apertura en la pensión. Excelente”